# Radiophonie
Als Radiophonie (lat.-griech.) bezeichnet man die Schallerregung durch Strahlung oder die Erzeugung eines Tons durch die Einwirkung eines in regelmäßigen Zwischenräumen unterbrochenen („intermittierenden“) Lichtstrahls auf eine dünne Platte eines beliebigen festen Körpers, wobei die Schwingungszahl des Tons gleich ist der Anzahl der in einer Sekunde erfolgenden Unterbrechungen des Lichtstrahls.

## Verfahren
Die Unterbrechungen (Intermittenzen) des Lichtstrahls werden z. B. mit Hilfe einer rotierenden Glasplatte hervorgebracht, die mit dunklem Papier beklebt ist, in welches am Rande die Öffnungen für den Durchgang der Strahlen eingeschnitten sind.
Die tönende Platte wird entweder unmittelbar ans Ohr gehalten, oder in der weiteren Öffnung eines kleinen Hörrohrs angebracht, von dessen engerem Ende ein Kautschukschlauch zum Ohr führt. Die Stärke des gehörten Tons ist hauptsächlich bedingt von der Beschaffenheit der Oberfläche der Platte und wird bedeutend erhöht, wenn man diese Oberfläche mit Ruß,
Platinmohr, Asphalt etc. überzieht, welche die Strahlen kräftig absorbieren.
Aus diesen Tatsachen geht hervor, dass eine Oberflächenwirkung vorliegt, an der die Platte selbst keinen Anteil hat, und in der Tat geben Stoffe von lockerem Gefüge, wie Baumwolle, Kork, Schwamm etc., in einem mit einer Glasplatte verschlossenen Schalltrichter von intermittierendem Licht bestrahlt, lautere Töne als andere Stoffe, namentlich wenn sie dunkel gefärbt oder noch besser mit Ruß geschwärzt waren; auch mit Ruß geschwärzte Drahtgewebe oder Lampenruß allein erweist sich als sehr wirksam.
Ein sehr einfaches und wirksames Radiophon erhält man, wenn man ein mit Ruß überzogenes biegsames Glimmerplättchen in ein Probierröhrchen einschiebt und die Strahlen so auf die Rußschicht fallen lässt, dass sie zuerst die gegenüberliegende durchsichtige Wand des Gläschens passieren. Das offene Ende des Röhrchens wird durch einen Kautschukschlauch mit einem Hörrohr verbunden; bei Anwendung von Drummondschem Licht hört man auf diese Weise die radiophonischen Töne bis auf eine Entfernung von 1 bis 2 m von der Mündung des Hörrohrs.
Will man mittels dieser Einrichtung nicht bloß musikalische Töne und Akkorde, wie die durchlöcherte Scheibe sie gibt, sondern die artikulierten Laute der menschlichen Sprache reproduzieren, so gelingt dies durch dasselbe Mittel, welches Alexander Graham Bell bei seinem Selenphotophon anwendete, indem man das Lichtbündel an einem dünnen biegsamen Spiegel reflektieren lässt, der durch die gegen seine Rückseite gesprochenen Worte in Erzitterungen versetzt wird, die sich dem zurückgeworfenen Lichtbündel mitteilen. Wird das Lichtbündel mittels einer Linse auf der Rußschicht des Radiophons konzentriert, so hört man aus diesem die gesprochenen Worte deutlich herausklingen.
Dieser einfache Apparat macht also gleich dem Bellschen Photophon den Lichtstrahl zum Träger der menschlichen Stimme und zwar ohne Zuhilfenahme einer galvanischen Batterie und eines Telefons.

## Funktionsweise
Ernest Mercadier hat gezeigt, dass die radiophonischen Töne am stärksten durch die roten und ultraroten (also infraroten) Strahlen hervorgebracht werden, d. h. durch diejenigen Strahlen, deren erwärmende Wirkung die größte ist, während die Einwirkung auf das Selen, die dem Bellschen Photophon zu Grunde liegt, vorzugsweise den leuchtenden Strahlen zuzuschreiben ist. Mercadier hat daher statt Radiophonie auch die Bezeichnung Thermophonie vorgeschlagen.
Die radiophonischen Töne entstehen dadurch, dass die in den Zwischenräumen zwischen den Teilchen der lockeren Körper, z. B. des Rußes, enthaltene Luft sich abwechselnd erwärmt und ausdehnt, dann wieder abkühlt und zusammenzieht und so in hörbare Schwingungen gerät.
Auch Gase und Dämpfe, welche in kleine Glaskolben eingeschlossen sind, von deren Mündung ein Kautschukschlauch nach dem Ohr führt, werden, wie Tyndall gezeigt hat, durch intermittierende Strahlen, welche man auf den Hals des Kölbchens fallen lässt, zum Tönen gebracht und zwar umso stärker, je größer ihr Absorptionsvermögen für die einfallenden Strahlen ist.
Breitet man das intermittierende Licht zu einem Spektrum aus, so wird ein Körper in demjenigen Teil des Spektrums am kräftigsten tönen, für welchen er das größte Absorptionsvermögen hat. Man kann daher die Stellen stärkster Absorption, an welchen sich dem Auge dunkle Absorptionsstreifen zeigen würden, auch durch das Gehör wahrnehmen.
Bell hat zu diesem Zweck einen Spektrophon genannten Apparat eingerichtet, der nichts anderes ist als ein Spektroskop, dessen Okular durch ein Hörrohr ersetzt ist.